# Shahrestān di Fereydunshahr
Lo shahrestān di Fereydunshahr (farsi شهرستان فریدونشهر) è uno dei 24 shahrestān della provincia di Esfahan, in Iran. Il capoluogo è Fereydunshahr. 
La maggior parte della popolazione è iraniano-georgiana, nella provincia vivono anche dei bakhtiari.